# Johan Rojas
Johan Rojas Echavarría (Medellín, 20 settembre 2002) è un calciatore colombiano, centrocampista del Necaxa in prestito dal Monterrey.

## Carriera

### Club
È cresciuto nel settore giovanile del La Equidad, con cui ha debuttato il 30 gennaio 2022 nell'incontro di Categoría Primera A perso 1-0 contro l'Atlético Junior. Ha segnato il suo primo gol l'11 aprile 2023 nella partita vinta 4-1 contro l'Once Caldas.
Il 9 giugno 2024 è stato acquistato a titolo definitivo dal Monterrey, ma la prima metà di stagione in cui ha giocato principalmente da subentrante è stato prestato al Necaxa.

### Nazionale
Ha giocato nella nazionale colombiana Under-23.

## Statistiche

### Presenze e reti nei club
Statistiche aggiornate al 15 marzo 2025.
| Stagione          | Squadra           | Campionato        | Campionato | Campionato | Coppe nazionali | Coppe nazionali | Coppe nazionali | Coppe continentali | Coppe continentali | Coppe continentali | Altre coppe | Altre coppe | Altre coppe | Totale | Totale | Totale |
| Stagione          | Squadra           | Comp              | Pres       | Reti       | Comp            | Pres            | Reti            | Comp               | Pres               | Reti               | Comp        | Pres        | Reti        | Pres   | Reti   |        |
| ----------------- | ----------------- | ----------------- | ---------- | ---------- | --------------- | --------------- | --------------- | ------------------ | ------------------ | ------------------ | ----------- | ----------- | ----------- | ------ | ------ | ------ |
| 2022              | La Equidad        | A                 | 13         | 0          | CC              | 3               | 0               | CS                 | 2                  | 0                  | -           | -           | -           | 18     | 0      |        |
| 2023              | La Equidad        | A                 | 28         | 5          | CC              | 1               | 0               | -                  | -                  | -                  | -           | -           | -           | 29     | 5      |        |
| 2024              | La Equidad        | A                 | 23         | 2          | CC              | 0               | 0               | -                  | -                  | -                  | -           | -           | -           | 23     | 2      |        |
| Totale La Equidad | Totale La Equidad | Totale La Equidad | 64         | 7          |                 | 4               | 0               |                    | 2                  | 0                  |             | -           | -           | 70     | 7      |        |
| 2024-gen.2025     | Monterrey         | LMX               | 18         | 3          | -               | -               | -               | -                  | -                  | -                  | LC          | 2           | 0           | 20     | 3      |        |
| gen.-giu.2025     | Necaxa            | LMX               | 7          | 1          | -               | -               | -               | -                  | -                  | -                  | LC          | 0           | 0           | 7      | 1      |        |
| Totale carriera   | Totale carriera   | Totale carriera   | 89         | 11         |                 | 4               | 0               |                    | 2                  | 0                  |             | 2           | 0           | 97     | 11     |        |